# Louis-Édouard Taton-Vassal
Louis-Édouard Taton-Vassal est un avocat et un homme politique français, né le 10 janvier 1881 à Monthermé, dans les Ardennes, et mort le 1er juin 1938 à Paris.

## Biographie
Il accomplit des études de droit et de commerce, étant successivement major de l'École supérieure de commerce de Lille, docteur en droit et lauréat de la Faculté de droit de Lille. Fort de ses titres, il s'établit comme avocat et avoué à Saint-Mihiel, dans la Meuse. Il participe ensuite aux combats de la Première Guerre mondiale.
Entré en politique en 1910, année de son élection au conseil d'arrondissement, il devient ensuite adjoint au maire, puis conseiller général du canton de Saint-Mihiel de 1919 à 1934, et maire en 1920 jusque 1937 de Saint-Mihiel, sous les couleurs de l'Alliance démocratique.
Candidat aux élections législatives de 1924 sur une liste d'Union républicaine et nationale, il mène une campagne modérée, hostile aux extrémismes de toute sorte et très favorable à la Société des Nations et à la politique d'assainissement financier menée par Raymond Poincaré. Élu, il rejoint le groupe de la Gauche républicaine démocratique mais en 1925 ne suis pas le groupe dans son opposition au gouvernement Painlevé et vote pour les projets financiers de Joseph Caillaux alors que André Maginot vote contre. Il vote ensuite les nouveaux impôts et la confiance dans le gouvernement Briand ce qui lui vaut les remontrances de Maginot, sans effet. De nouveau élu en 1928, il soutient avec Alfred Didry l'Union nationale, il adhère au groupe des Républicains de gauche et au groupe de la gauche républicaine démocratique d'André Maginot. Il est élu secrétaire de la Chambre avec plus de 90 % des voix. Il devient l'un des plus actifs députés meusiens de la période et son nom est proposé pour le gouvernement Steeg en 1930. En 1932 toutefois, malgré le patronage de Raymond Poincaré, le soutien de la Fédération radicale-socialiste et le désistement du candidat de la SFIO, il perd son mandat, battu par un autre modéré proche de Maginot, Louis Jacquinot. Son échec, avec de celui de Alfred Didry, marque la fin de l'Union nationale en Meuse et de l'héritage politique d'Angré Maginot. Taton-Vassal abandonne en 1934 son siège au Conseil général et de celui de maire en 1937.
Il s'établit alors à Paris où il devient président de section d'un tribunal civil ; il y meurt subitement, à son domicile, en 1938.

## Décoration
- Officier de la Légion d'honneur (29 juin 1935)
- Chevalier de la Légion d'honneur (12 mars 1921)
- Officier de l'ordre des Palmes académiques (1911)

## Sources
- « Louis-Édouard Taton-Vassal », dans le Dictionnaire des parlementaires français (1889-1940), sous la direction de Jean Jolly, PUF, 1960 [détail de l’édition]
- Dir. Jean El Gammal, François Roth et Jean-Claude Delbreil, Dictionnaire des Parlementaires lorrains de la Troisième République, Metz, Serpenoise, 2006 (ISBN 2-87692-620-2, OCLC 85885906, lire en ligne), p. 260-261